# Hienghène Sport
Hienghène Sport ist ein neukaledonischer Fußballverein aus Hienghène, der in der höchsten nationalen Liga der Herren spielt. 

## Geschichte
Nach der Gründung 1997 gewann Hienghène Sport bisher dreimal die nationale Meisterschaft sowie fünf Mal den Pokalwettbewerb. Den größten Erfolg der Vereinsgeschichte erreichte man 2019 mit dem Gewinn der OFC Champions League, wo im Finale am 11. Mai Ligarivale AS Magenta 1:0 bezwungen wurde. 
Weiterhin nahm der Verein schon mehrmals am französischen Pokal teil. 2013 schieden sie mit 1:2 gegen AS Poissy, 2015 mit 2:3 gegen RC Épernay Champagne und 2023 mit 0:4 gegen den US Thionville Lusitanos aus, jeweils immer in der siebten Runde. 
Der bekannteste Spieler ist der Nationalspieler Bertrand Kaï, der seit 2017 im Verein ist. Trainiert wird die Mannschaft vom ehemaligen tahitischen Nationalspieler Félix Tagawa.

## Erfolge
- Neukaledonischer Meister: 2017, 2019, 2021
- Neukaledonischer Pokalsieger: 2013, 2015, 2019, 2020, 2022, 2023
- OFC-Champions-League-Sieger: 2019

## Stadion
Seine Heimspiele trägt das Team im 1.000 Zuschauer fassenden Stade de Hienghène aus.